# 流蝋骨症
流蝋骨症(りゅうろうこつしょう、蝋滴様骨症、メロレオストーシス Melorheostosis)、は全身の骨が硬くなる病気の骨硬化性疾患のひとつ、限局性骨緻密症とも呼ばれる。 間葉系異形成のため骨皮質が緻密化・硬化し、肥厚する病態のこと。これは小児期に始まり、骨の肥厚が特徴である。 疼痛をしばしば合併する。またX線写真では"dripping candle wax"と呼ばれる所見がみられる。有病率は100万人に1人とされる。

## 診断
流蝋骨症はX線写真で骨に「蝋を流した様な」または 「蝋がしたたり落ちた様な」と言われる特徴的な骨の局所的な緻密化を示す。これは LEMD3 遺伝子の変異によるものと考えられている。

## 治療
この疾患は進行性であり、加齢に伴い症状が出現しやすい。理学療法や鎮痛薬による治療が主となるが、保存的治療が無効である場合、病変を切除することもある。